# سفارة ليبيا لدى السعودية
سفارة ليبيا لدى السعودية هي الممثلية الدبلوماسية العليا لدولة ليبيا لدى المملكة العربية السعودية. تقع السفارة في حي السفارات في الرياض.